# Tomáš Kovářík
Tomáš Kovářík (cca 1824 – 8. října 1881 Velký Újezd) byl rakouský politik české národnosti; poslanec Moravského zemského sněmu.

## Biografie
Byl synem zahradníka Františka Kováříka ve Velkém Újezdu. Působil jako starosta ve Velkém Újezdu. Získal Zlatý záslužný kříž. Byl předsedou rolnické záložny ve Velkém Újezdu a správcem tamní kontribučenské záložny. Zastával též funkci místopředsedy akciového cukrovaru v Prosenicích a člena okresní komise pro oceňování pozemků.
V 70. letech se zapojil i do vysoké politiky. V zemských volbách v září 1871 byl zvolen na Moravský zemský sněm, za kurii venkovských obcí, obvod Hranice, Libavá, Lipník. Mandát zde obhájil i v zemských volbách v prosinci 1871. Roku 1872 byl zbaven mandátu. Uspěl i v zemských volbách v roce 1878. V roce 1871 se uvádí jako oficiální kandidát Národní strany (staročeské).
Zemřel v říjnu 1881 ve věku 57 let. Trpěl plicním neduhem. Příčinou úmrtí byla tuberkulóza.